# Carbonne
Carbonne település Franciaországban, Haute-Garonne megyében. Lakosainak száma 5650 fő (2022. január 1.). Carbonne Longages, Capens, Lacaugne, Lafitte-Vigordane, Latrape, Marquefave, Peyssies, Rieux-Volvestre és Salles-sur-Garonne községekkel határos.

## Népesség
A település népességének változása:
| Lakosok száma | 3222 | 3596 | 3692 | 4641 | 5185 | 5502 | 5712 | 5752 | 5841 | 5650 |
|               | 1968 | 1982 | 1999 | 2006 | 2011 | 2015 | 2017 | 2018 | 2020 | 2022 |